# Lawrence (Band)
Lawrence ist eine US-amerikanische Soul-Pop-Band, die von dem Geschwisterduo Clyde und Gracie Lawrence gegründet wurde, das in New York City aufgewachsen ist und seit seiner Kindheit zusammen singt, auftritt und Songs schreibt. Heute ist Lawrence eine achtköpfige Band, die drei Studioalben sowie mehrere Live- und Akustik-Alben veröffentlicht hat.

## Hintergrund
Clyde und Gracie Lawrence, Geschwister mit einem Altersunterschied von drei Jahren und sechs Monaten, sind seit ihrer Kindheit musikalisch aktiv. Gracie ist Sängerin und Schauspielerin, Clyde ein Sänger, Pianist und Songwriter. Ihr Vater ist der Filmemacher, Drehbuchautor und Regisseur Marc Lawrence, der bekannt für Filme wie Miss Undercover oder Mitten ins Herz – Ein Song für dich ist. Ihr jüngerer Bruder Linus hat auch bei Songs wie Come On, Brother auf ihrem Album Breakfast mitgewirkt. Außerdem trat er auch in Lawrence-Musikvideos auf.

## Geschichte
Während seines Studiums an der Brown University gründete Clyde eine Band namens The Clyde Lawrence Band, für die er als Leadsänger und Keyboarder auftrat. Sie bestand aus wechselnden Mitgliedern von Studenten. Gracie, noch in der Highschool, reiste ebenfalls, um mit der Band aufzutreten. Die Clyde Lawrence Band spielte auf Veranstaltungen auf dem Campus sowie an Colleges und Veranstaltungen im Nordosten des Landes. Auf Clydes Album Homesick von 2013 spielte die Band ebenfalls. Als Gracie nach vielen Jahren des gemeinsamen Spielens Co-Leadsängerin wurde, wurde der Name der Band in Lawrence geändert.
Sieben der acht Mitglieder von Lawrence besuchten Brown.
2016 veröffentlichte die Band ihre erste LP mit dem Titel Breakfast, die Platz sechs der iTunes R&B/Soul-Charts erreichte. Musikalische Unterstützung erhielt die Band von Mitgliedern der Bands Snarky Puppy und Lettuce.

## Diskografie

### Alben
- 2013: Homesick (EP)
- 2016: Breakfast
- 2018: Breakfast: Unscrambled (Acoustic Sessions)
- 2018: Living Room
- 2020: The Live Album (Part 1)
- 2021: The Live Album (Part 2)
- 2021: Hotel TV
- 2024: Family Business

### Singles
- 2017: Do You Wanna Do Nothing With Me?
- 2017: Misty Morning
- 2018: Probably Up
- 2018: Make a Move
- 2019: Casualty
- 2019: Casualty (Acoustic)
- 2019: It's Not All About You
- 2020: The Weather
- 2020: Quarantined with You
- 2020: Freckles
- 2020: Freckles (Live in LA)
- 2021: Don't Lose Sight
- 2021: False Alarms (mit Jon Bellion)
- 2023: i‘m confident that i‘m insecure
- 2023: 23
- 2023: 23 (acoustic-ish)
- 2024: Guy I Used To Be
- 2024: Family Business